# SCO UNIX
SCO UNIX – wersja systemu UNIX produkowana przez firmę Santa Cruz Operation.
Poprzednikiem SCO UNIX był SCO Xenix, oparty na AT&T System V Release 3.2.
W 1995 firma Santa Cruz Operation zmieniła nazwę produktu na SCO OpenServer.